# Igreja Evangélica Luterana de São Paulo
A Igreja Evangélica Luterana de São Paulo, também conhecida como Igreja Martin Luther, é uma das sedes do sínodo Sudeste da Igreja Evangélica de Confissão Luterana do Brasil, localizada perto do Largo do Paiçandu, no Centro Histórico de São Paulo. O templo foi fundado em 25 de dezembro de 1908, sendo um dos principais pontos de encontro da comunidade alemã na primeira metade do século XX.
Inicialmente, foi chamado pelo nome alemão Stadtkirche (tradução livre: Igreja da cidade), passando a ser conhecido, posteriormente, como Igreja Matriz e então, apenas em 1991, sendo batizado como Igreja Martin Luther. É considerada a primeira paróquia evangélica luterana na capital paulista, assim como o primeiro templo no estilo neogótico a ser construído na cidade.
Na madrugada de 1º de maio de 2018, um incêndio seguido de desabamento do Edifício Wilton Paes de Almeida, ocupado por sem-tetos e ao lado da igreja, destruiu grande parte da construção da igreja.

## História
A comunidade evangélica luterana que vivia em São Paulo desde o início do século XIX se organizou de forma autônoma, sem a presença inicial de pastores. O grupo teve dificuldades durante o decorrer dos anos de 1800, devido ao regime católico que existia no Brasil.
O primeiro culto da comunidade luterana alemã em São Paulo ocorreu em 26 de dezembro de 1858, na botica Ao Veado D'Ouro. As cerimônias eram realizadas no idioma alemão, devido ao grande número de germânicos entre os frequentadores, que foram atendidos por pastores de Rio Claro e Campinas até 1871, quando o pastor Emil Bamberg fundou a primeira comunidade Evangélica Luterana em São Paulo, a "Egreja Evangélca Alleman".
A partir de 15 de novembro de 1889, com a Proclamação da República do Brasil e a separação do Estado e da igreja, os membros da comunidade evangélica luterana tiveram mais liberdade para o desenvolvimento da religião. Em 29 de outubro de 1891, o pastor Emil Bamberg conseguiu organizar de fato a comunidade, que inicialmente reuniu 80 famílias. O registro dos estatutos da agremiação religiosa, porém, só foi publicado em 1907.
Enquanto os evangélicos luteranos angariavam doações para a construção do primeiro templo em São Paulo, os cultos também foram realizados em uma Igreja Presbiteriana.

### Construção

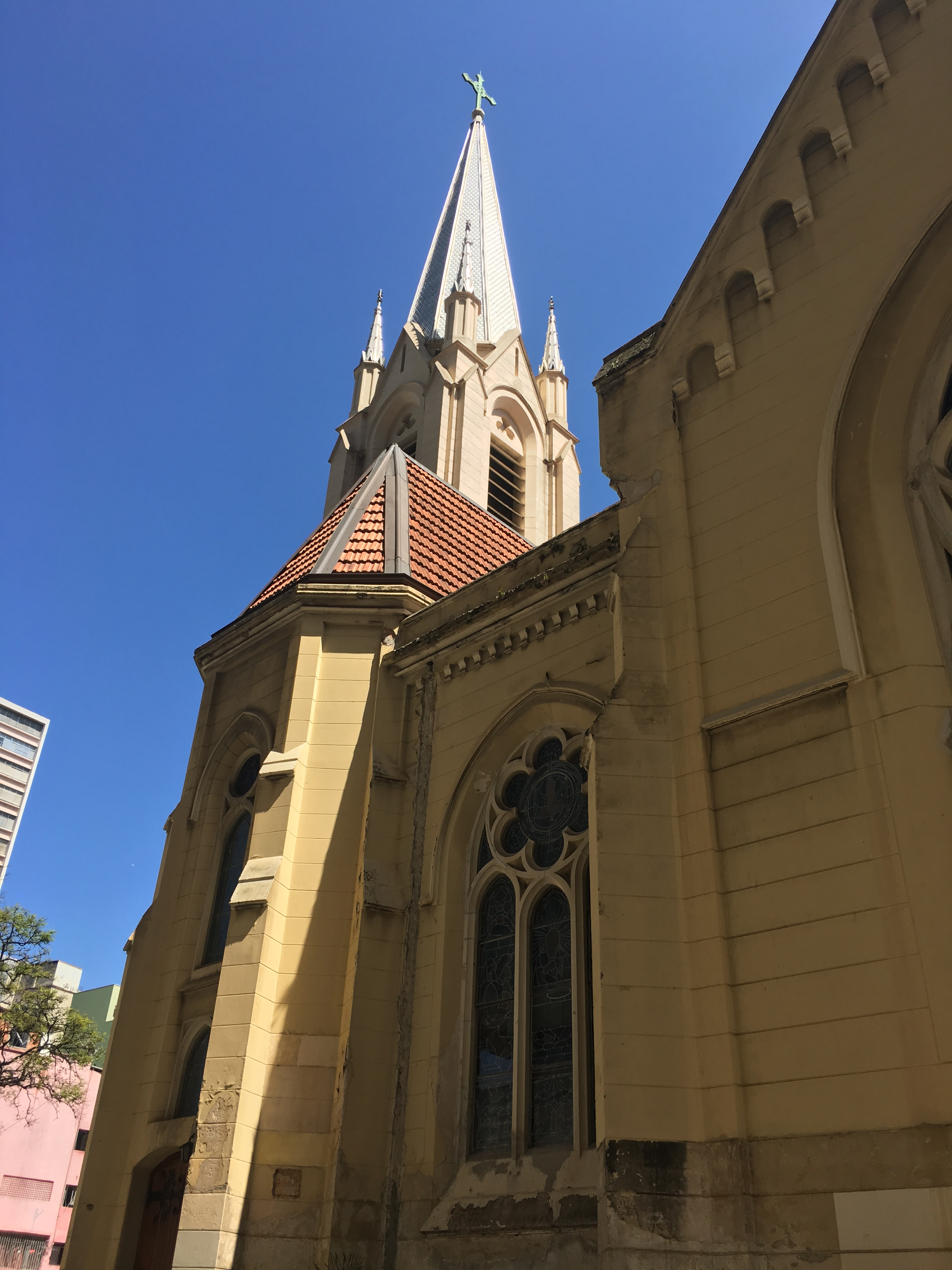
Visão posterior da torre frontal da Igreja Luterana Martin Luther

Em 1906, os irmãos Daniel e Hermann Heydenreich doaram um terreno na então rua Visconde do Rio Branco, nºs 10 e 12 (atual avenida Rio Branco, nº 34). O registro da doação ocorreu apenas em 3 de abril de 1907, 11 dias antes do lançamento da pedra fundamental. A obra ficou pronta apenas em 28 de novembro de 1909, sendo palco de cultos da comunidade evangélica luterana antes mesmo do fim da construção.

### Inauguração

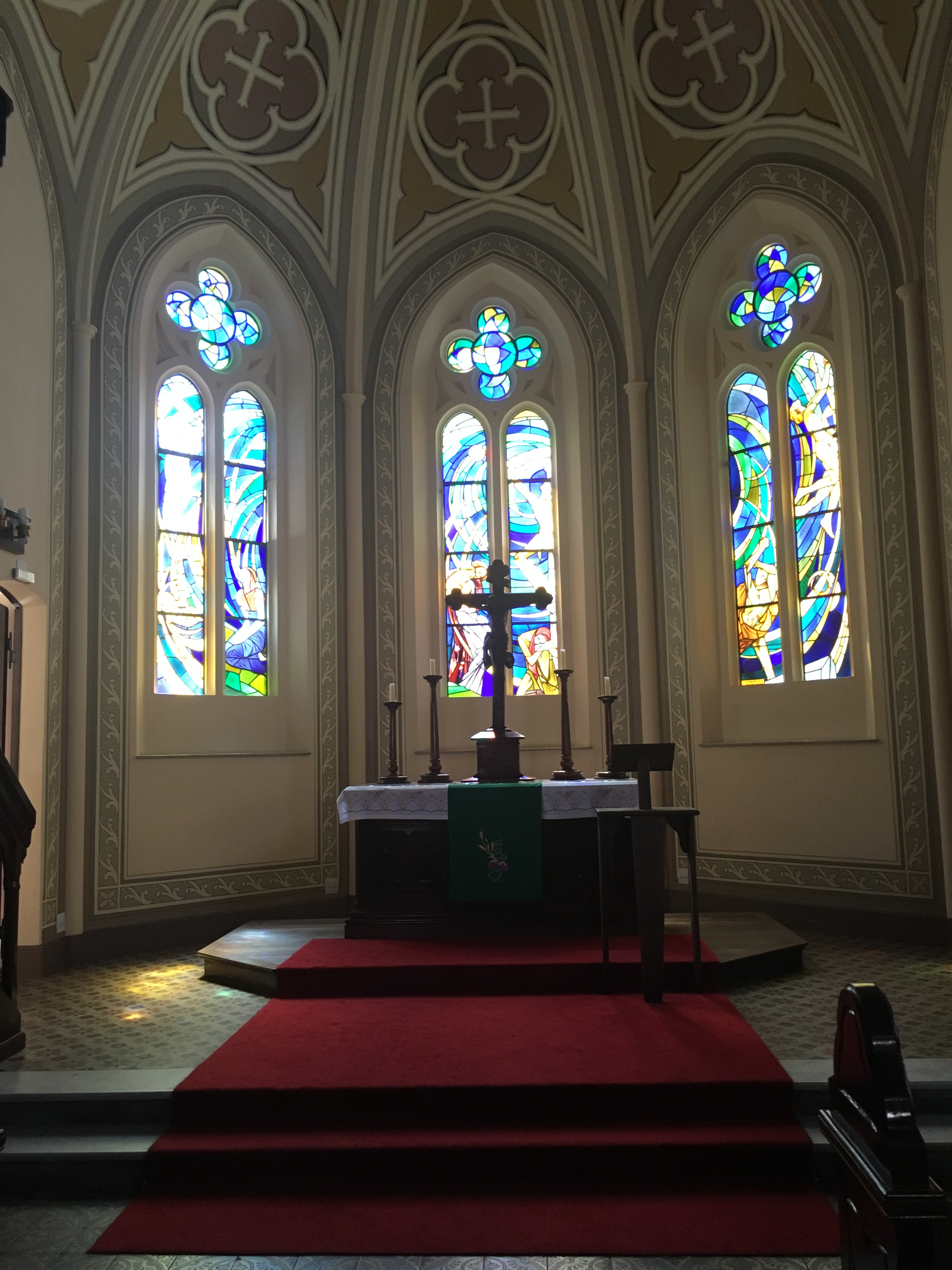
Altar da Igreja Martin Luther

Em agosto de 1908, a casa pastoral da igreja, no fundo do terreno, foi inaugurada com a criação de um escritório administrativo. Quatro meses depois, em 25 de dezembro de 1908, em meio à comemoração do Natal, houve a inauguração da igreja Martin Luther, então nomeada, em alemão, de Stadtkirche, que significa "Igreja da Cidade".
Durante a festividade, houve cânticos natalinos entoados por um coral, prestigiados por cerca de quinhentas pessoas. Sinos, também doados pelos irmãos Heydenreich, foram soados em meio à cerimônia. Com a finalização da obra apenas em 28 de novembro de 1909, também foi organizada uma festa, com a presença de pastores do Rio de Janeiro, de Campinas, de Rio Claro, de Santos e de Petrópolis.

### Primeira Guerra Mundial
Em meio à Primeira Guerra Mundial (1914-1918), a comunidade evangélica luterana, predominantemente de origem alemã, teve dificuldades para se manter na capital paulista, devido justamente à proximidade com a Alemanha, que fazia parte da Tríplice Aliança e acabou sendo derrotada no conflito.
Em 1917, o governo brasileiro rompeu relações com o alemão e, logo depois, em São Paulo, foi proibida a celebração de cultos em comemoração pelos 400 anos da Reforma Protestante. Nos anos seguintes, sem o dinheiro recebido pela comunidade alemã, a igreja Evangélica Luterana sofreu com uma forte crise financeira.

### Segunda Guerra Mundial
Novos problemas surgem com o início da Segunda Guerra Mundial (1939-1945), com o Brasil rompendo relações, mais uma vez, com a Alemanha, e em 1943, com o envio de tropas brasileiras para lutar contra o Eixo. Nesse período, por determinação do então presidente Getúlio Vargas, as celebrações não puderam mais ser realizadas em alemão. A introdução do português, porém, gerou uma forte integração da comunidade com brasileiros.

## Características Arquitetônicas
A Igreja Martin Luther foi desenhada pelo arquiteto "'Guilherme von Eÿe"', responsável também pela construção do edifício do Conservatório Dramático e Musical de São Paulo. Ele  concluiu o projeto do templo em fevereiro de 1907.
Primeiro edifício construído no estilo neogótico em São Paulo, o templo fica em uma área com pouco mais de 1012 metros quadrados e tem área de pavimento térreo de 465 metros quadrados. A igreja tem uma torre única, que fica centralizada à fachada principal. O acesso principal da igreja se dá por meio de uma porta de madeira de duas folhas.

### Reforma

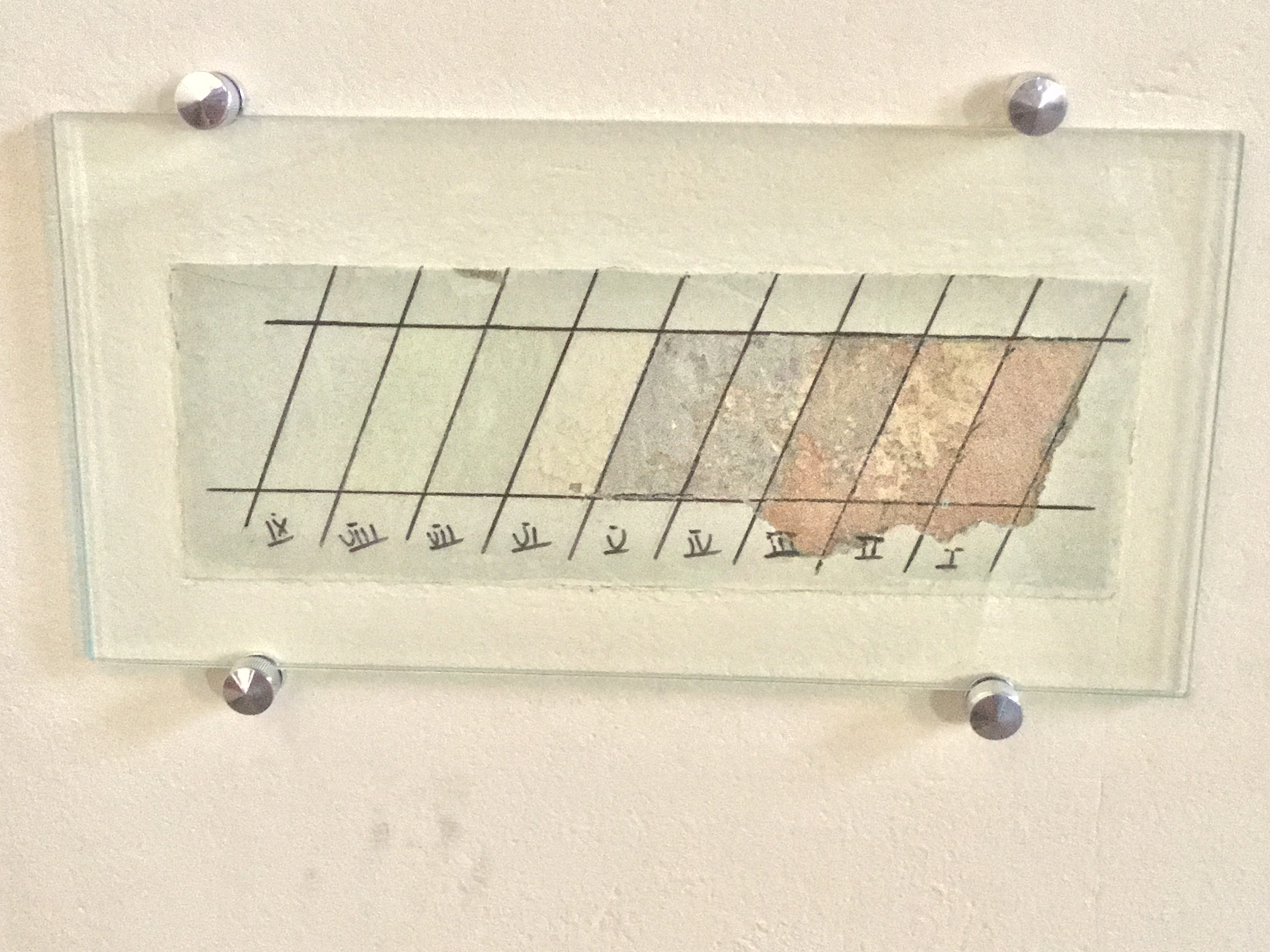
Estudo de camadas das paredes internas da Igreja Luterana Martin Luther

Entre 2012 e 2013, a Igreja Martin Luther passou por uma reforma interna. Um grande estudo foi realizado pela Companhia do Restauro para retomar as características iniciais da igreja, de acordo com o que o  Conselho Municipal de Preservação do Patrimônio Histórico, Cultural e Ambiental da Cidade de São Paulo determina. Devido à falta de dinheiro, a restauração não pôde ser feita na área exterior do templo. A Igreja Luterana de São Paulo tentou buscar apoio da Lei Rouanet, mas não conseguiu ter acesso ao incentivo econômico.

### Órgão

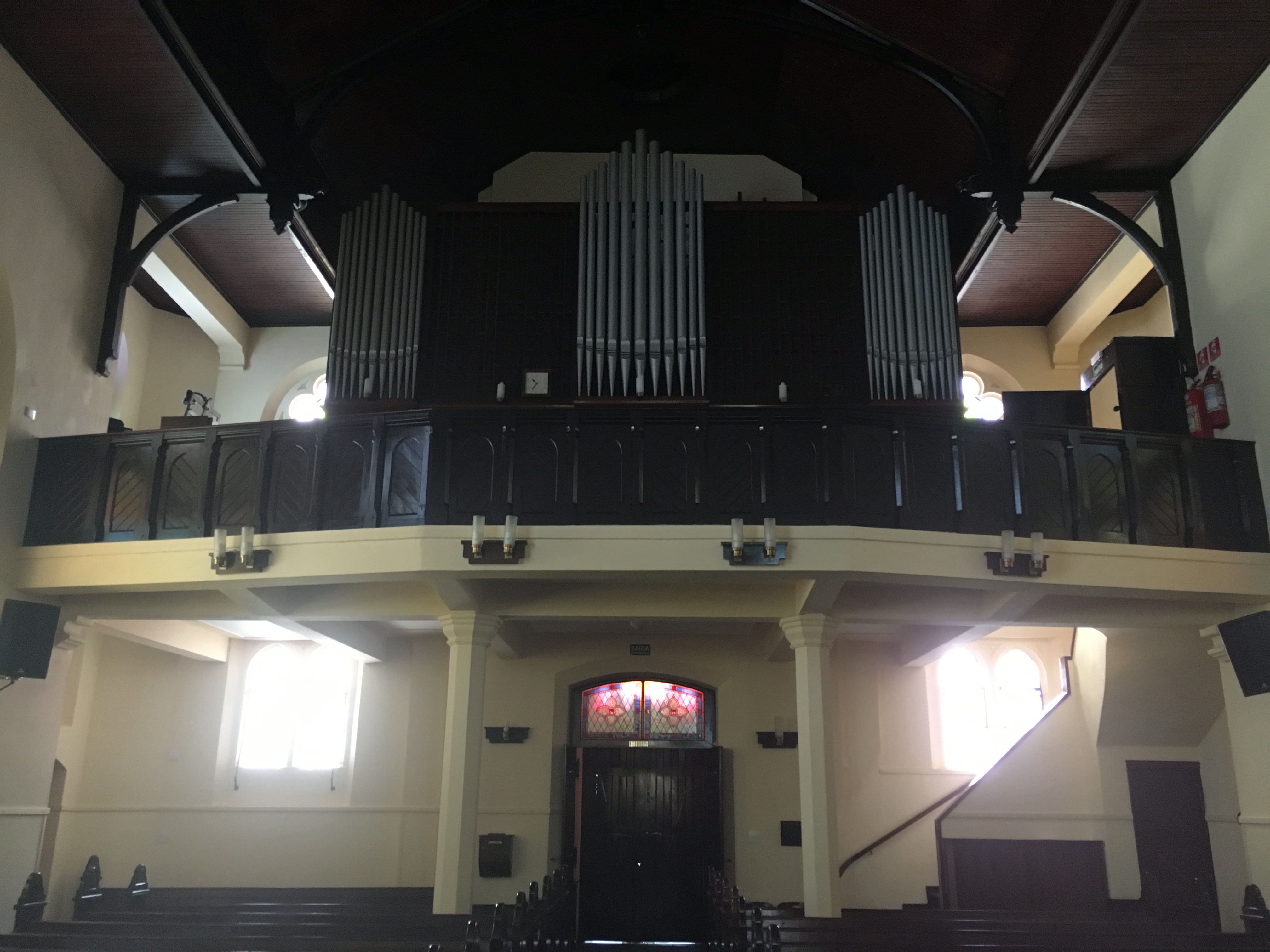
Porta frontal da Igreja Martin Luther com detalhe para o órgão musical Walcker no piso superior

Em 1909 foi inaugurado na igreja um órgão construído pela Casa Walcker que, originalmente, possuía 12 registros e 620 tubos. O instrumento passou por reforma em 1956, quando o número de tubos passou para 1090 tubos. Nova ampliação em 1995, realizada pelo organeiro Ricardo Clerice, fez com que o órgão chegasse aos atuais mil 146 tubos. 

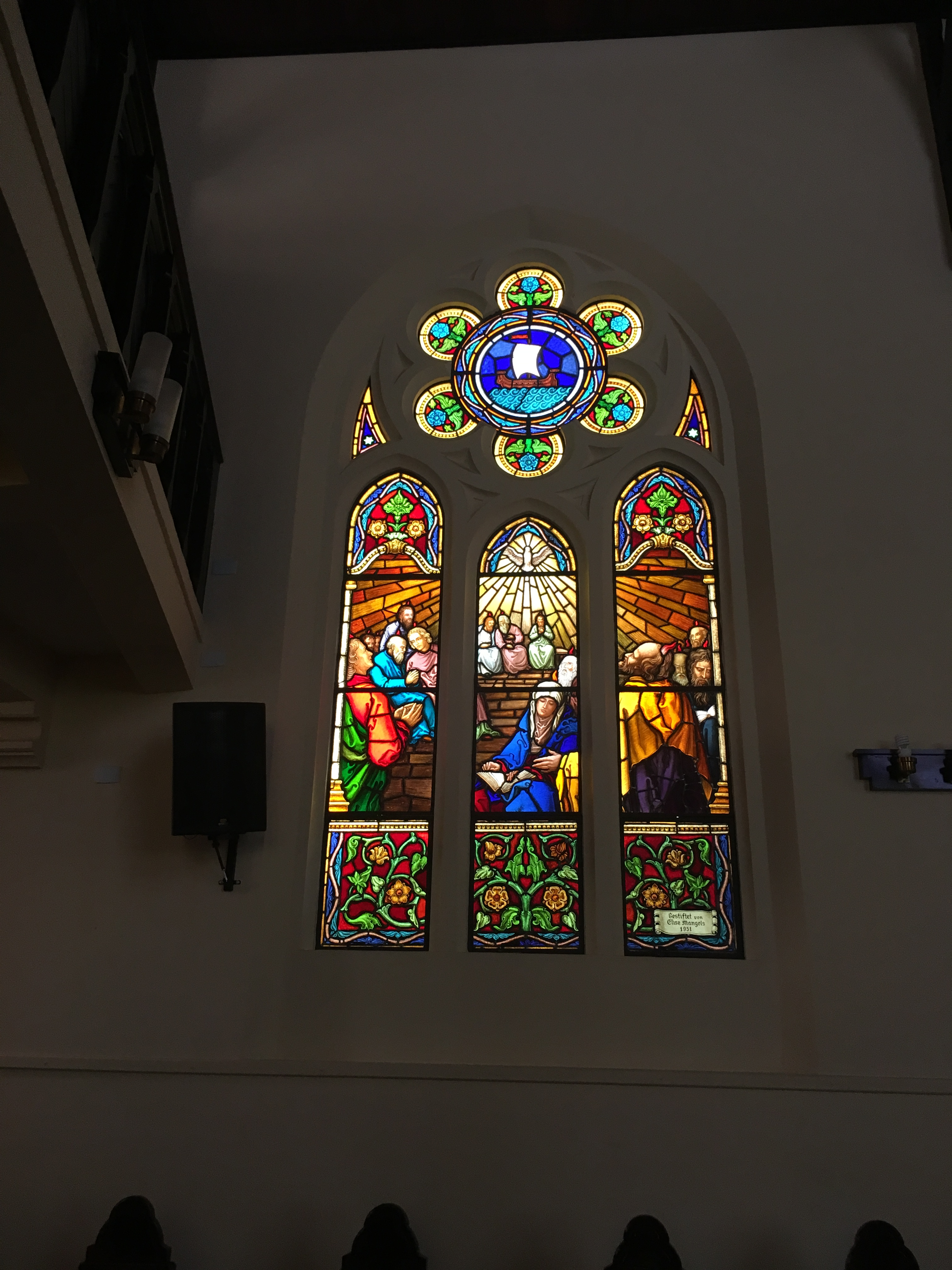
Um dos vitrais da Igreja Martin Luther, com a representação do nascimento de Jesus, produzido pela Casa Conrado.

### Vitrais
A Igreja Martin Luther possui vitrais, produzidos pela Casa Conrado, do vitralista Conrado Sorgenicht, que produziu as peças do Mercado e do Teatro Municipal de São Paulo.
No templo da avenida Rio Branco, os vitrais expõem o Selo de Lutero e passagens do evangelho.

## Significado histórico
A Igreja Martin Luther foi um símbolo para a fixação da comunidade alemã em São Paulo e para a união dos luteranos na cidade. Por mais que grupos já existissem nos bairros da Vila Ema, Vila elina, Vila Prudente e Santo Amaro, a igreja do Centro se tornou o símbolo religioso daquele povo, que já dividia espaços como a Deutsch Schule (Escola Alemã), que depois se tornou o Colégio Visconde de Porto Seguro e o Sport Club Germânia (atual Esporte Clube Pinheiros), desde meados do século XIX.
Apesar das dificuldades passadas durante as duas grandes guerras mundiais, o templo se tornou referência para os evangélicos luteranos na capital paulista.

### Tombamento

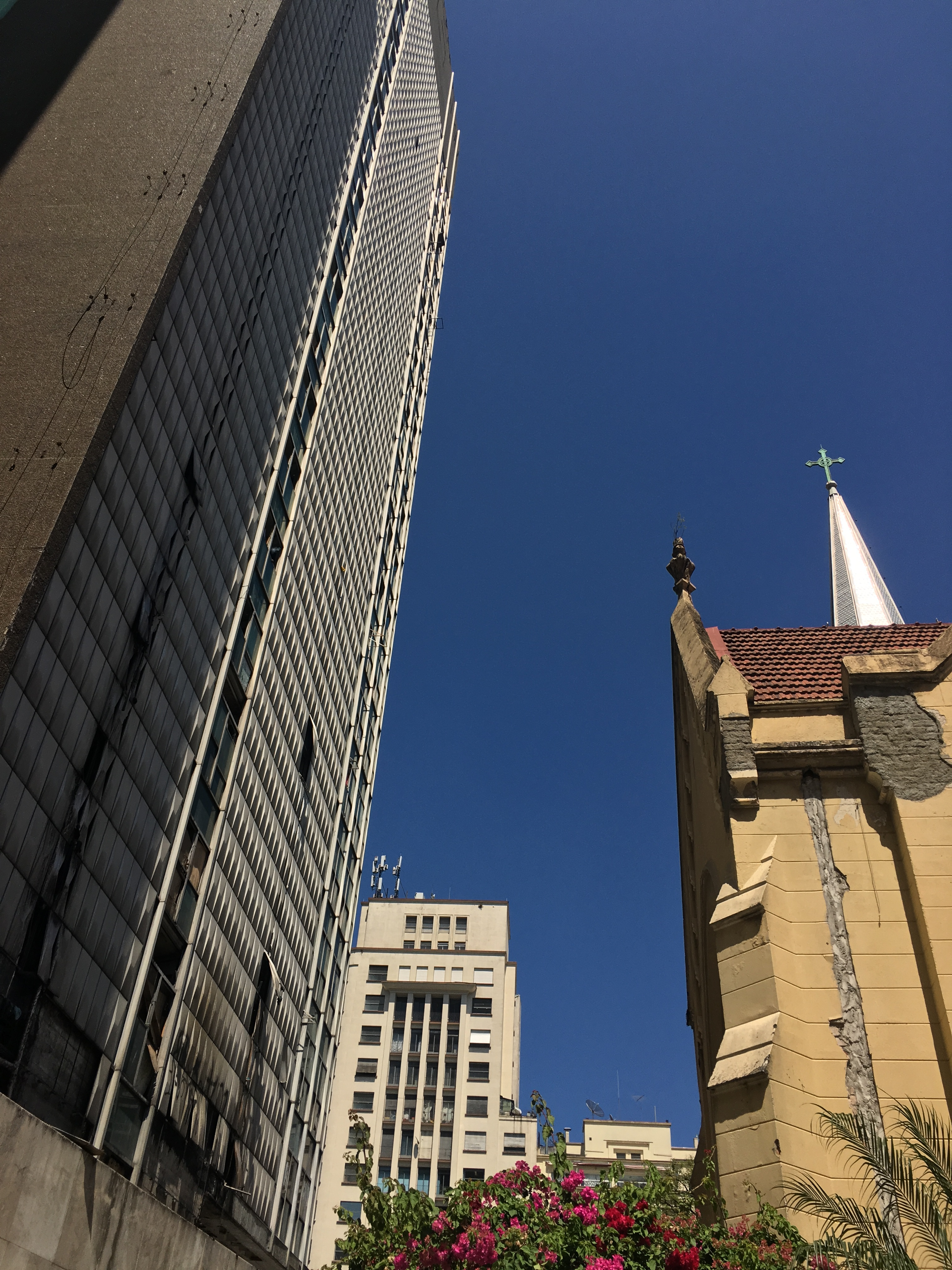
Igreja Martin Luther dividindo espaço com edifício no Centro de São Paulo

A Igreja Martin Luther foi tombada em 1992 pelo Conselho Municipal de Preservação do Patrimônio Histórico, Cultural e Ambiental da Cidade de São Paulo e em 2012 pelo Conselho de Defesa do Patrimônio  Histórico, Arqueológico, Artístico e Turístico do Estado de São Paulo. O templo está sob o Nível de Proteção 1, que exige a preservação integral do bem.

## Estado Atual
Atualmente, a Igreja Martin Luther encontra-se em meio a edifícios ocupados de estatura grande, que foram ocupados por sem-tetos, e tem problemas com graves avariações externas devido ao tempo e ao vandalismo. O templo segue sendo um centro de encontro da comunidade alemã em São Paulo, mas tem sofrido com a redução e o envelhecimento dos fiéis. As dificuldades também aparecem devido ao grande número de igrejas evangélicas na cidade, o que causou a pulverização dos frequentadores.
Além dos cultos que ocorrem todos os domingos, a Igreja organiza todas as sextas-feiras um lanche para os moradores de rua da região central de São Paulo, que podem registrar e guardar os documentos no templo para evitar perdas e avariações.

### Desabamento
Na madrugada do dia 1° de maio de 2018 um incêndio atingiu o edifício ocupado por sem-tetos ao lado da igreja, vindo o prédio a ruir, destruindo parte significativa da igreja. Grande parte dos vitrais e outras peças históricas foram destruídas pelo desabamento.

## Galeria

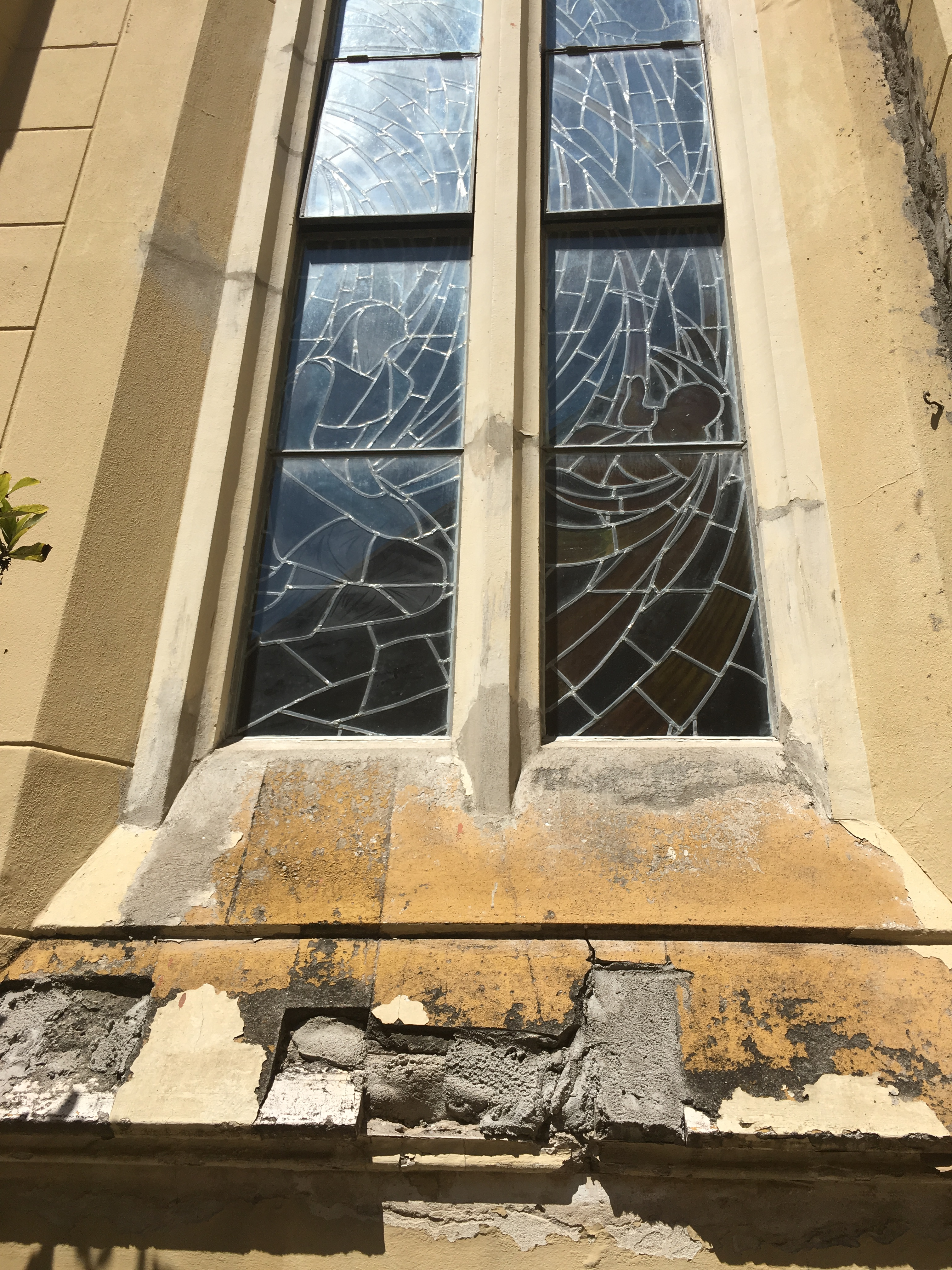
Parte da fachada da Igreja Martin Luther deteriorada
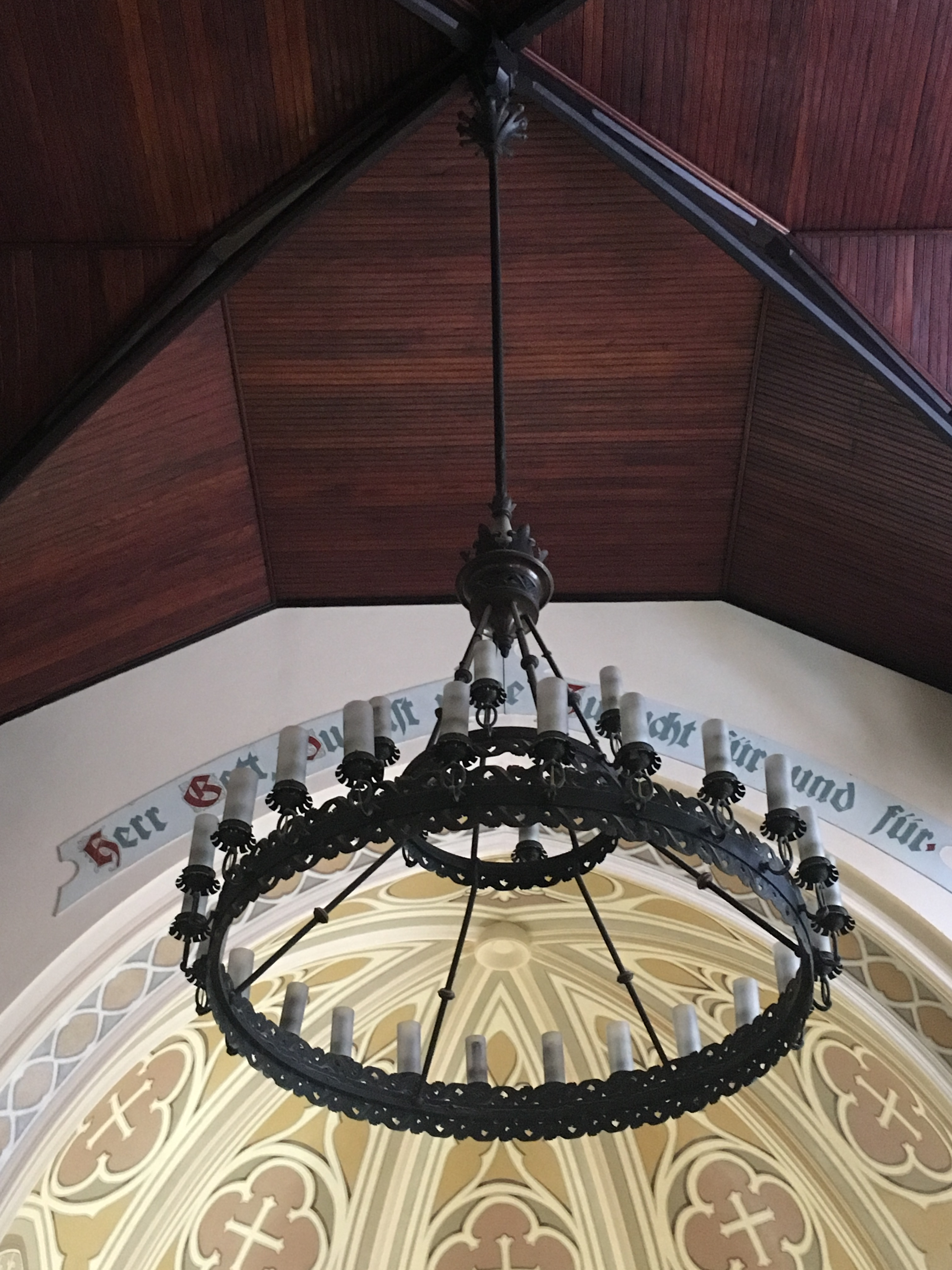
Lustre interno central da Igreja Martin Luther
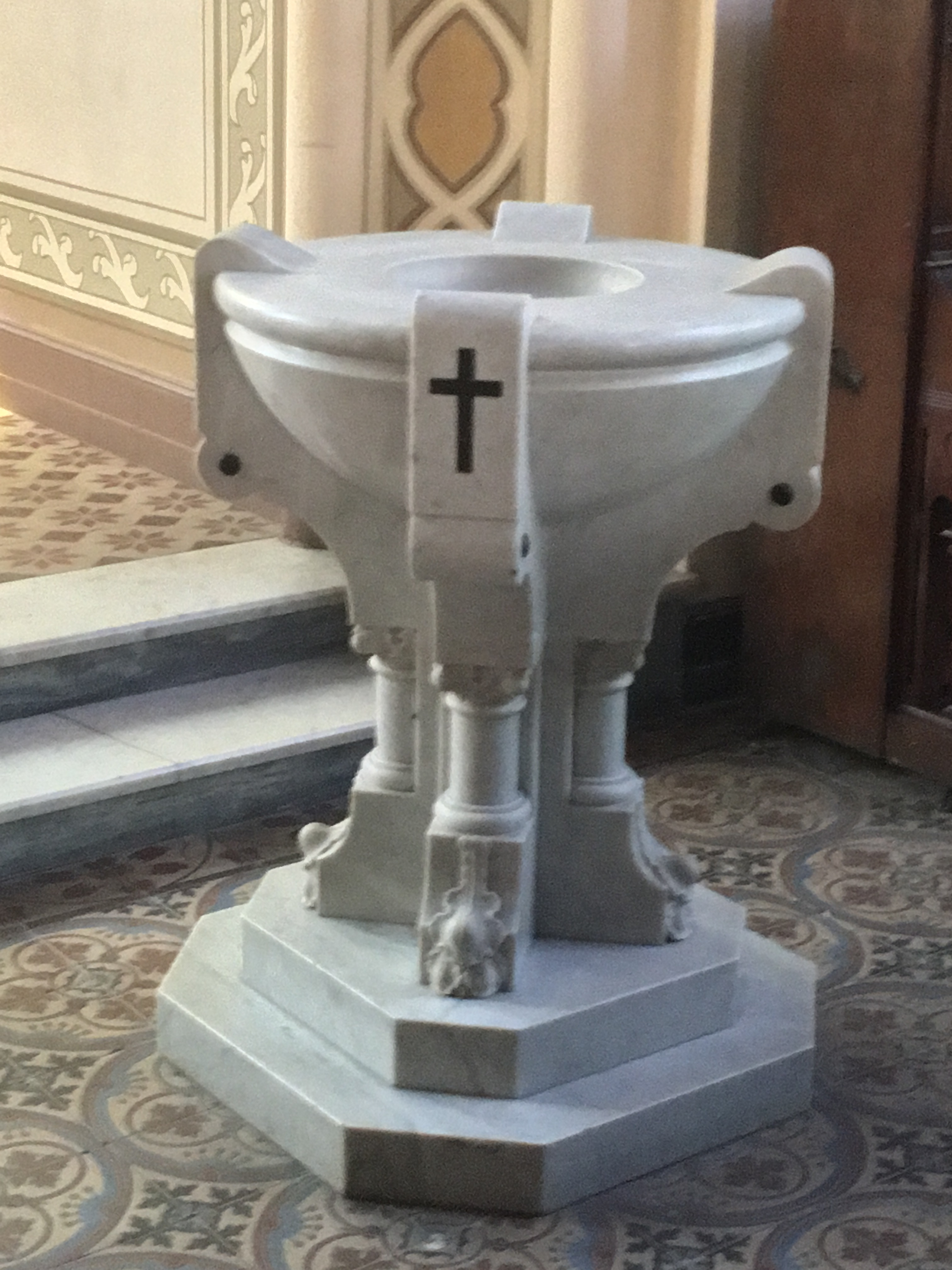
Pia batismal em mármore da Igreja Luterana Martin Luther
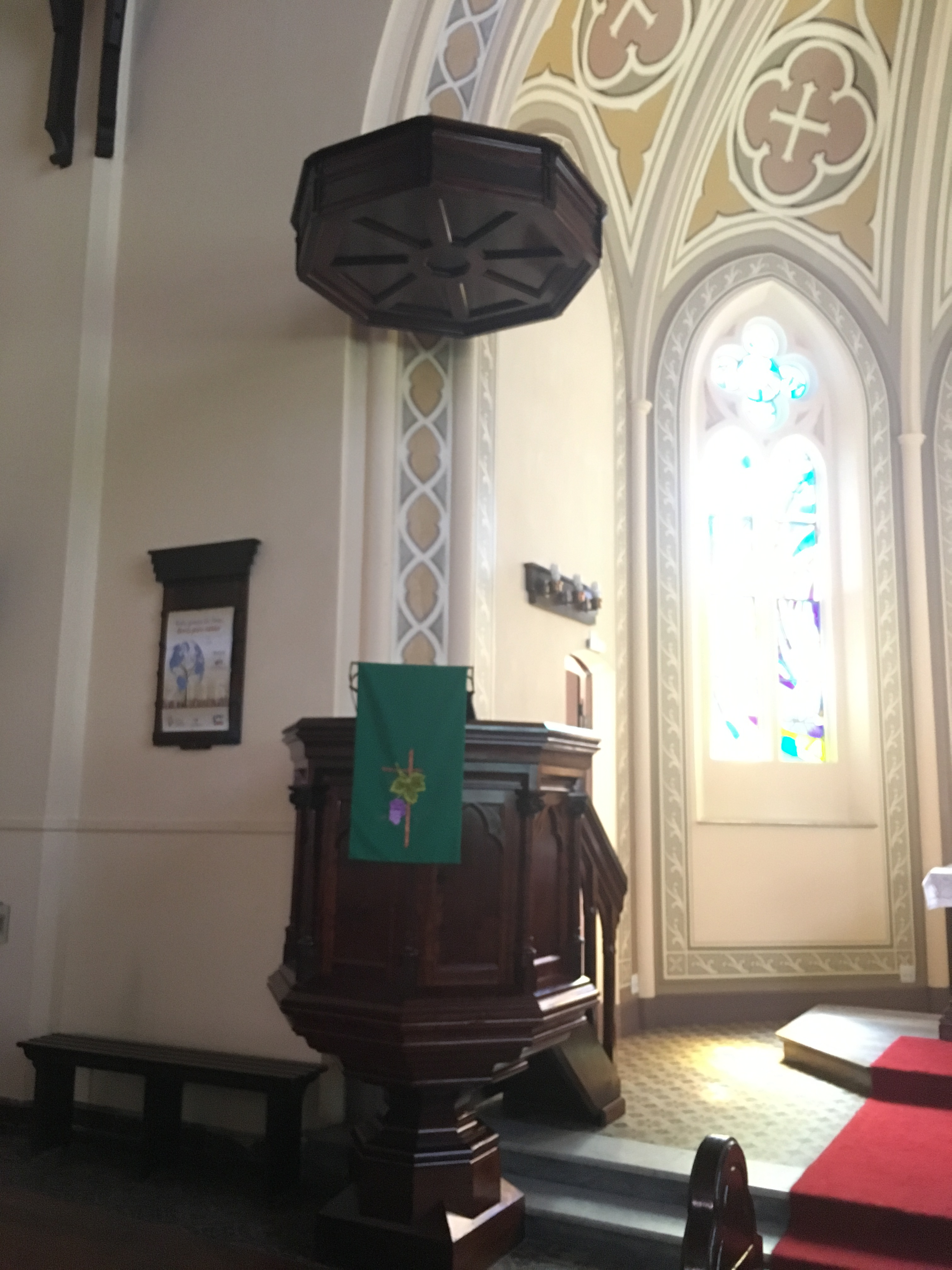
Parlatório da Igreja Luterana Martin Luther
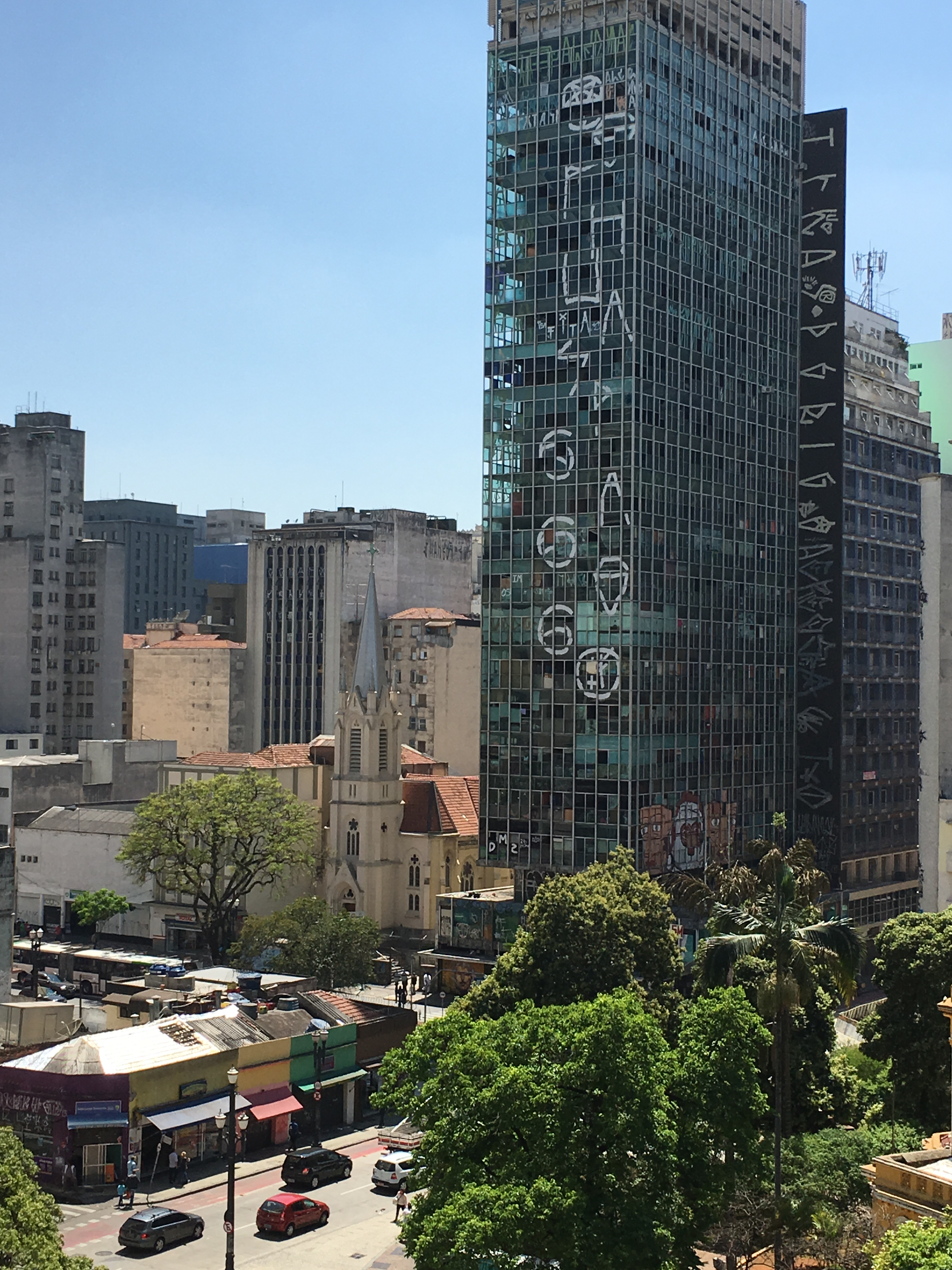
Igreja Martin Luther vista do alto da Galeria do Rock
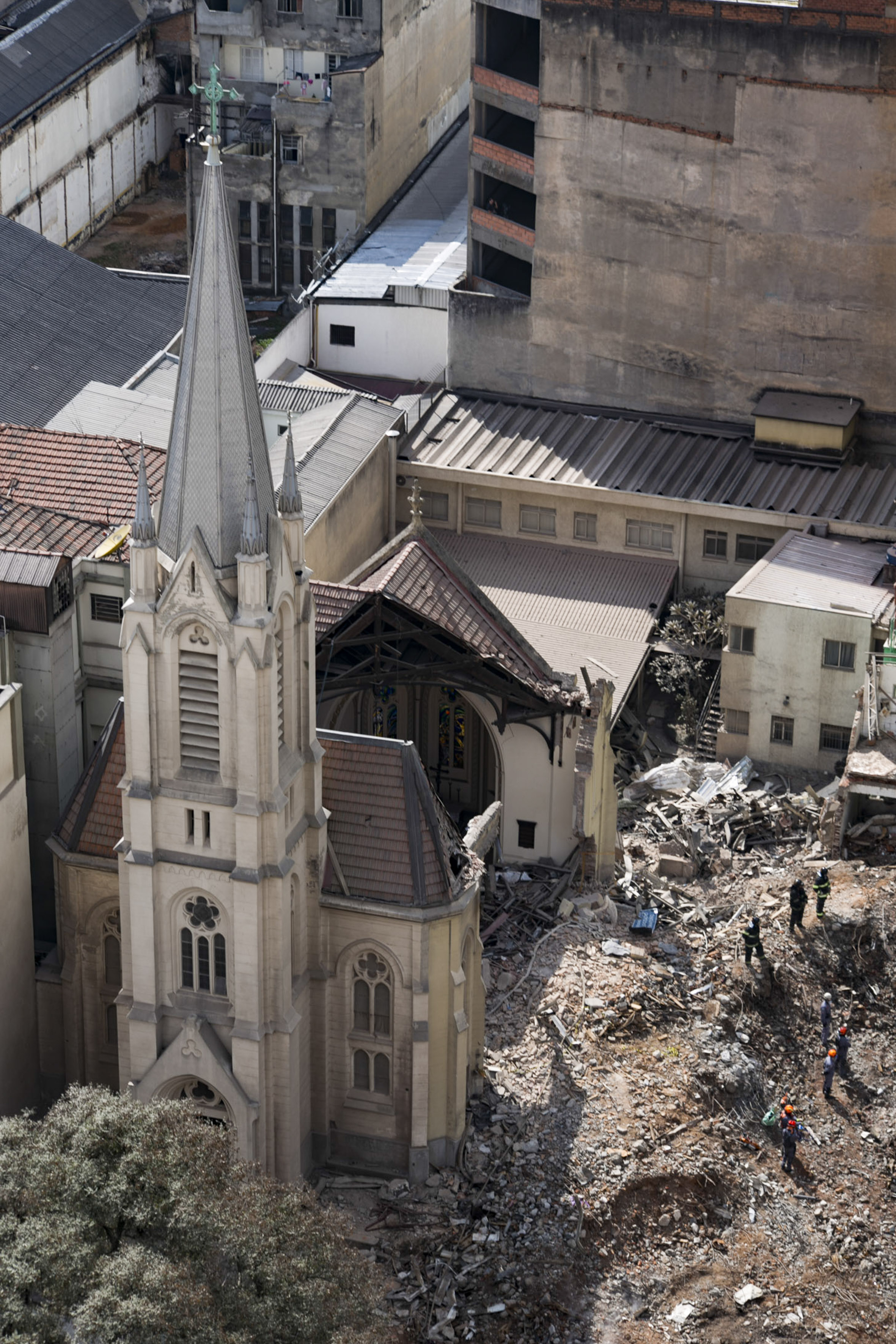
Igreja Evangélica Luterana de São Paulo atingida pelo incêndio do edifício Wilton Paes de Almeida, que desmoronou no Largo do Paissandu.